# Protoadapis
Protoadapis — рід адапіформних приматів, що жили в Європі на початку середнього еоцену.